# 歐洲摩天大樓列表

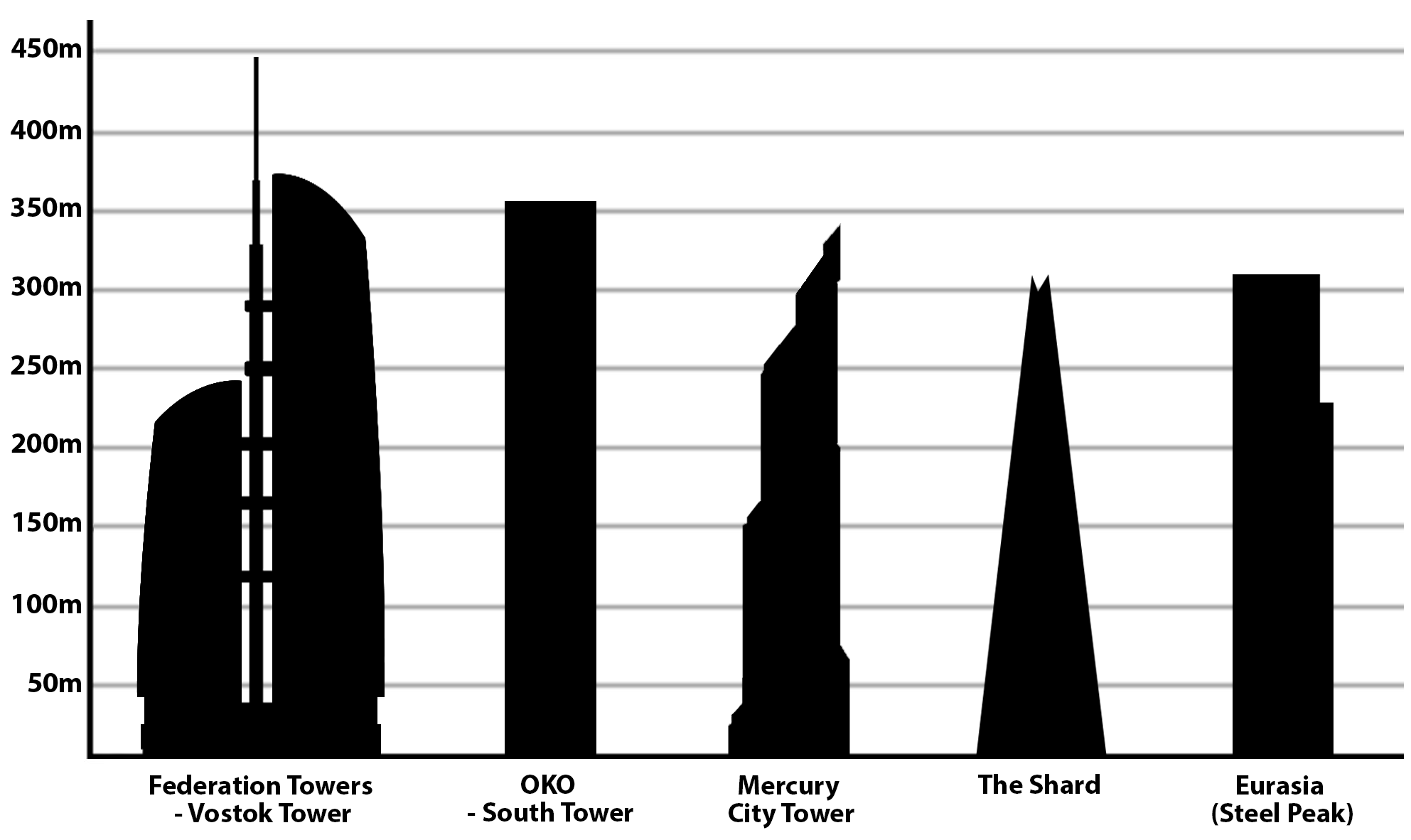
2015年歐洲天際線高度排名

歐洲摩天大樓列表列出坐落於歐洲且建築高度超過200公尺（656英尺）的摩天大樓，目前歐洲最高建築是于2018年1月落成的俄罗斯圣彼得堡的拉赫塔中心大厦，达到了462米的设计高度。俄罗斯天然气工业股份公司的建筑物将在那里办公。
目前歐洲的摩天大樓多位於主要城市內，包括法蘭克福、倫敦、巴黎、華沙與莫斯科，但在近幾年，歐洲開始有更多城市興起興建摩天大樓熱潮，包括阿姆斯特丹、巴塞隆納、布魯塞爾、伊斯坦堡、卡托維治、里斯本、里昂、馬德里、曼徹斯特、米蘭、拿坡里、鹿特丹、瓦倫西亞等等，而俄羅斯的莫斯科是近幾年建造摩天大樓最多的城市之一，歐洲前10高摩天大樓共有7座位於莫斯科，其中大部分皆位於莫斯科國際商務中心中。

## 按建築高度排名
本列表對歐洲所有超過200公尺（656英尺）高完工或已封頂建築，依照標準高度測量方法進行排名。尖頂或建築主體算在其中，但並不包括天線高度。